# Lumea minunată a fraților Grimm
Lumea minunată a fraților Grimm (titlul original: în engleză The Wonderful World of the Brothers Grimm) este un film de aventuri american, realizat în 1962 de regizorii Henry Levin și George Pal, 
după biografia Fraților Grimm de Dr. Hermann Gerstner, protagoniști fiind actorii Laurence Harvey, Karlheinz Böhm, Claire Bloom și Walter Slezak. 

## Rezumat
Cei doi lingviști, frați Jacob și Wilhelm Grimm lucrează în prezent pentru ducele local, care i-a însărcinat să scrie istoria familiei sale. Spre supărarea fratelui său, Wilhelm este mai interesat să culege și să scrie basme populare și casnice care sunt spuse în rândul populației, pentru a păstra această comoară culturală pentru posteritate. Într-o seară le spune copiilor săi basmul Prințesa dansatoare.
Când cei doi frați au terminat de lucrat la istoria familiei ducelui, Wilhelm vrea acum să se concentreze în întregime pe basme și să-l entuziasmeze pe librarul Stossel să-l lase să spună în magazinul său, basmul Cizmarul și spiridușii.
Dar Jakob și Wilhelm sunt chemați înapoi la duce: el crede că munca lor este incompletă și necesită îmbunătățiri. Și așa că a doua zi cei doi iau un vapor de pe Rin spre orașul Rheinburg și se despart acolo pentru a colecta materialul relevant în arhivele de acolo. Acolo, Wilhelm aude de bătrâna povestitoare Anna Richter, care locuiește într-o cabană din pădurea din apropierea orașului. El se grăbește acolo și ascultă în timp ce ea le spune copiilor din împrejurimi, basmul Osul cântător. O pune să-i dicteze mai multe basme și aproape că ratează plecarea vaporului pentru drumul de întoarcere. În drum spre debarcader, unde ar trebui să-l întâlnească din nou pe Jakob, se împiedică și pierde fără să observe manuscrisul istoriei familiei pe care îl purta. Când observă pierderea, Jakob reacționează furios și se desparte imediat de Wilhelm, deoarece nu vede viitor pentru el însuși dacă ar rămâne împreună.
Wilhelm, slăbit de pneumonia prinsă la Rheinburg, se târăște singur la duce și îi mărturisește că a pierdut manuscrisul. Și el a reacționat furios și a cerut plata imediată a chiriei pentru casa în care Wilhelm, familia lui și Jakob puteau locui de fapt fără chirie în timp ce lucrau pentru duce. Wilhelm se prăbușește și este dus acasă. În visele sale din timpul febrei, apar personajele din basmele sale, spunându-i că ele nu pot supraviețui fără ajutorul lui. Mânat de asta, febra îi scade și se reface din nou.
Între timp, Jakob, mâncat de remușcări, s-a întors acasă și împreună cu Stossel, strânge bani pentru chirie. Jakob vrea să continue să lucreze cu Wilhelm și chiar își rupe logodna cu tânăra Greta Heinrich din Berlin, care apoi se întoarce dezamăgită în orașul ei natal. Jakob și Wilhelm publică și alte lucrări lingvistice, dar și basmele adunate, care celebrează marele succes pe piața cărții.
În cele din urmă, cei doi sunt numiți membri de onoare ai Academiei din Berlin. Dar ei sunt jigniți pentru că omagiul scris menționează doar lucrările științifice, nu și basmele. Când cei doi ajung la Berlin, mase de copii se îngrămădesc brusc la gară din toate direcțiile, cerându-le cu voce tare să le spună basme. Ei sunt conduși de Greta Heinrich, care îl revede fericită pe Jakob acolo. Wilhelm începe povestea cu Au fost o dată... doi frați nedespărțiți. Copiii jubilează zgomotos iar filmul se termină aici.

## Distribuție
- Laurence Harvey – Wilhelm Grimm
- Karlheinz Böhm – Jacob Grimm
- Claire Bloom – Dorothea Grimm
- Walter Slezak – Stossel
- Barbara Eden – Greta Heinrich
- Oskar Homolka – Ducele
- Martita Hunt – Anna Richter (povestitoarea)
- Betty Garde – domnișoara Bettenhausen
- Bryan Russell – Friedrich Grimm
- Ian Wolfe – Gruber
- Walter Rilla – Priest
- Yvette Mimieux – prințesa
- Russ Tamblyn – vânătorul / Tom Degețelu (în visul lui Wilhelm)
- Jim Backus – regele
- Beulah Bondi – țiganca
- Terry-Thomas – Ludwig
- Buddy Hackett – Hans
- Otto Kruger – regele de la procesul lui Ludwig
- Arnold Stang – Rumplestiltskin (în visul lui Wilhelm)
- Stan Freberg și Dal McKennon – The Elves (vocile păpușilor)[2] [3]
- Peter Whitney – Uriașul (nemenționat)
- Tammy Marihugh – Pauline Grimm
- Cheerio Meredith – dna. Von Dittersdorf
- Eduard Linkers – pictorul (nemenționat)
- Gregory Morton – Michael Dantino

## Premii și nominalizări
- 1963 Premiile Oscar
  - premiul pentru Cele mai bune costume într-un film color
  - Nominalizare Oscar pentru Cea mai bună imagine într-un film color
  - Nominalizare Oscar pentru Cele mai bune decoruri într-un film color
  - Nominalizare Oscar pentru Cea mai bună coloană sonoră